# DoQ
A DoQ dokumentumcsatorna volt életrajzi filmekkel, érdekes emberi kapcsolatokról, sorsokról szóló műsorokkal. A csatorna napi 24 órás programot sugárzott, és elérhető volt Magyarországon, Romániában, Csehországban, Szlovákiában és Horvátországban.

## Története
A DoQ előzményei 2007. augusztus 14-én jelentkeztek, amikor az IKO Media Group bejelentette, hogy Doku+ néven új dokumentumfilm-csatornát indít (ugyanakkor a Doku Klub név is szóba került). A csatorna végül 2007. október 5-én indult el DoQ néven.
Ugyanabban a hónapban román joghatósággal rendelkezett, a többi IKO-csatornákkal hasonlóan, amely a román CNA-tól kapta a sugárzási engedélyt. A csatorna egy román hírportál szerint 2007 tavaszán indult volna, de a csatorna indulását az év őszére elhalasztották.
2011-ben az RTL Magyarország az IKO kábelportfóliójának nagy részét megvásárolta, de a DoQ, a Sportklub és a The Fishing & Hunting Channel az eddigi tulajdonosnál maradt.
2012. október 15-én 17:00-kor megújította arculatát és tartalmát: új műsorokat indított az adó, például a TotalCar-t.
2014. február 8-án az IKO magyarországi kábelcsatornáit megvásárolta az Ayudate Holding, majd rövidesen a Tematic Media Group tulajdonába került.
2015. április 1-jén ismét megújult a csatorna, és elindult a HD változata is. Új szlogent is bevezetett: "Sorozatok újratöltve! A DoQmentumfilmek új generációja!" Az egyes napok különböző tematikát kaptak: a hétfői műsorrend középpontjában a történelem állt, kedden a tudományos műsorok kaptak főszerepet, szerdán a háborúk, csütörtökön pedig a titkok. A pénteki műsorok a szórakozásról szóltak, a vasárnapiak pedig a vallási rejtelmekről. Számos műsor játékfilmes technikával készült.

Csüllög Sándor, a Tematic Media Group terjesztési igazgatója 2019. február 5-én bejelentette, hogy megszüntetik a DoQ-t:
Sajnálattal kell közölnöm, hogy a jelen piaci helyzet nem kedvez a DoQ csatorna további sugárzásának, így a SC DOQ MEDIA TV SRL, a DoQ csatorna jogtulajdonosa (a csatorna médiaszolgáltatója a DPO Tematikus Csatornák Kft.) azt az üzleti döntést hozta, hogy a csatorna műsorszolgáltatását 2019. március 31-én megszünteti. Kérjük minden kedves néző megértését, és ezúton is köszönjük, hogy az elmúlt közel 12 évben rendszeresen figyelemmel kísérték a csatorna műsorait.
A csatorna műsorszórása 2019. március 31-én megszűnt. A kábelszolgáltatóknál a - Paramount Globalhoz tartozó - Nicktoons váltotta.

## Arculat
Kezdetben a logó Q betűje vörös színű és 3D-s volt. A feliratok a szignálokban angolul voltak feltüntetve, hiszen akkor a csatorna több nyelven is sugárzott. A szignálok, amelyek reklámszünet közben futottak, azt mutatták, hogyan épül fel fizikailag a logó.
A 2012-es megújuláskor csatorna új arculatot kapott és 16:9-es képarányra váltott. Az új szignálok elhagyták a korábbi sötétkék árnyalatot, áttértek a kék több variánsára, a logóval együtt, amely egyúttal 2D-re váltott. A logó mérete valamelyest csökkent, valamint a Q betű sötétkékre változott.
A csatorna a kezdettől a megszűnésig a román korhatár-besorolást alkalmazta. Emellett feltüntették azt is (a jogszabályoknak megfelelően), ha egy adott műsorszám termékmegjelenítést tartalmazott.
A csatorna férfi hangja Szebeni Tamás, a női hangja pedig ismeretlen volt. 2015-től a DoQ reklámidejét az Atmedia értékesítette, korábban az IKO Sales House, még korábban pedig az R-Time.

## Ismertebb műsorok
- Muhammad Ali, Christopher Reeve, Winston Churchill, Diego Maradona portréja
- Bármit megtennék! – érzelmes családi show
- Flintown kölykei – Michael Moore dokumentumfilmje
- Las Vegas Law – a város legfoglalkoztatottabb és legsikeresebb ügyvédjének mindennapjait bemutató reality show
- A háború színe – azokról, akiknek életét megváltoztatta a második világháború.
- Fekete cowboyok szövetsége
- Hírességek vágatlanul
- A szex és a mozivászon
- Bob Marley – próféciák és üzenetek
- Késő esti show Jools Hollanddel – a legtöbb vitát kiváltó élő zenei talk show
- Frei dosszié

### Sorozatok
- 9/11: 24 órával később
- 24 órával a Pearl Harbor után
- A 7 halálos bűn
- A 60 leghalálosabb állat
- A becstelen római csata
- A fegyverek története
- A háború művészete
- A hidegháború kémtörténetei
- A Jövő Vadászgépcsatái
- A legextrémebb repülőterek
- A Legendás300
- A luxus világa
- A majomtól az emberig
- A múlt megfejtése
- A Nostradamus effektus
- A pestisjárvány
- A rettegés foka
- A történelem nyomában
- A túlélés története
- A világháború utolsó napjai
- Álruhás milliomosok
- Amerika: Az Egyesült Államok története
- Amerikai haditengerészet
- Ami a Bibliából kimaradt
- Apokalipszis-sziget
- Az alvilág városai
- Az Amerikai Függetlenségi Háború
- Az elveszett Kennedy családi filmek
- Az igazság nyomában
- Az istenek összecsapása
- Az Univerzum
- Barátok
- Belépés csak férfiaknak
- Biblia kód, az apokalipszis
- Beszélő barátok
- Classic Mobils
- Döntő ütkezetek
- Egy birodalom felépítése
- Élet az emberek után
- Elveszett világok
- Ember, idő, gép
- Emberi fegyver
- Extrém hivatások
- Favágók bevetésen
- Felperzselt földeken – Sherman tábornok hadjárata
- Feltámadó ősi szörnyek
- Fort Boyard – Az erőd
- Gyerek katonák
- Háború színesben
- Hajmeresztő tények
- Halálos fogás
- Harc a túlélésért
- Harctéri detektívek
- Hihetetlen, de igaz!
- Hihetetlen Guinness rekordok
- Hitler bukása
- Hódítók
- Hogyan csinálják?
- Honnan származik?
- Keményen Alaszkában
- Kémhálózat
- Keresztes háború: Félhold és kereszt
- Kínzó történelem
- Koreai háború
- Különleges vonatok
- Különös rituálék
- Kütyükommandó
- LA Ink
- Legendás csatahajók
- Megakatasztrófák
- Mélytengeri nyomozók
- Miami Ink.
- Mindent bele!
- Modern csodák
- Múmiák nyomában
- Osmin gatyába ráz
- Őrületes Guinness rekordok
- Parancsnoki döntések
- Párbaj az égen
- Patton 360
- Piszkos munkák
- Ray Mears északi vadonja
- Ray Mears túlélőtudománya
- Róma: Egy birodalom tündöklése és bukása
- Rude Tube
- SAS – Bírod a kiképzést?
- Séfek harca
- Szeszfőzők és alkoholcsempészek
- Szétvágva
- Titkosítás feloldva
- TotalCar
- Történelem előtti megaviharok
- Tudományosan lehetetlen
- Túlélők
- Túlélőkalauz
- USA
- USS Midway
- Úton Ray Mears-szel
- Üstökösök: A végzet prófétái
- Ütközet 360 fokban
- Valódi harcosok
- Veszélyes küldetések
- Veterán bajtársak
- Vietnam, elveszett filmek
- Washington tábornokai

### Filmek
- A 60 leghalálosabb állat – különkiadás
- A becstelen római csata
- A fekete porvihar igaz története
- A hét törpe Auschwitz-ban
- A Hindenburg léghajó
- A John Wilkes Hajsza
- A Kennedy-gyilkosság: 24 órával később
- A majomtól az emberig
- A Múmiák és Egyiptom igaz története
- A pokol csataterein
- A pokol kapui
- A sötét középkor
- Amerika igazi felfedezője
- Az élet kezdete
- Az elveszett Frigyláda igaz kutatója
- Az elveszett piramis
- Az igazi farkasember
- Az orosz haditengerészet
- Az Univerzum: Az ősrobbanáson túl
- Boudica, a harcos királynő
- Bűnös Róma – Élet a római korban
- Charlie Wilson Igaz Története
- Colombus elfeledett utazása
- Elnöki különgép
- Halotti maszkok
- Hosszú kések éjszakája
- József: a hallgatag szent
- Kr. előtt 10 000 évvel
- Különleges mesterlövészek
- Lökéshullám
- Megaföldrengés
- Mesterlövész: Célkeresztben
- Mesterlövész: Leghalálosabb küldetések
- Pokol a Csendes-óceánon
- Pokol: A Sátán birodalma
- Repülő piramisok, szárnyaló kőtömbök
- Szent Grál Amerikában
- Szent Grál nyomában
- Utóhatás: Terror a polgárháború után
- Végzett napja: Japán bukása
- Véres gyémántok
- Veterán bajtársak